# Coux (Ardèche)
Coux ist ein Ort und eine aus mehreren Weilern (hameaux) bestehende Gemeinde mit insgesamt ca. 1700 Einwohnern im Département Ardèche in der Region Auvergne-Rhône-Alpes im Südosten Frankreichs.

## Lage und Klima
Coux liegt ca. 140 km (Fahrtstrecke) südwestlich von Lyon im östlichen Teil des Zentralmassivs, im Tal der Ouvèze in einer Höhe von ca. 200 m; nächstgelegene Stadt ist Privas (ca. 3 km westlich). Die Großstadt Avignon befindet sich etwa 120 km südlich. Das Klima wird in hohem Maße vom Rhônetal und vom ca. 100 km (Luftlinie) entfernten Mittelmeer beeinflusst; Regen (ca. 500–800 mm/Jahr) fällt übers Jahr verteilt.

## Bevölkerungsentwicklung
| Jahr                      | 1800 | 1851 | 1901 | 1954 | 1999 | 2021 |
| Einwohner                 | 1105 | 1386 | 1074 | 844  | 1464 | 1658 |
| Quelle: Cassini und INSEE |      |      |      |      |      |      |

Der deutliche Bevölkerungsschwund seit den 1920er Jahren ist im Wesentlichen auf den Verlust von Arbeitsplätzen infolge der Reblauskrise im Weinbau und die Mechanisierung der Landwirtschaft sowie auf die Aufgabe bäuerlicher Kleinbetriebe zurückzuführen („Höfesterben“). Seit den 1970er Jahren ist eine deutliche Zunahme der Einwohnerzahl festzustellen.

## Wirtschaft
Der Ort ist immer noch geprägt von der Land- und Forstwirtschaft, wobei die Viehwirtschaft (Rinder und Schafe) den Großteil der Agrarproduktion ausmacht. Im ausgehenden 20. Jahrhundert ist der Tourismus – auch in Form der Vermietung von Ferienwohnungen (gîtes) – als wichtiger Wirtschaftsfaktor hinzugekommen.

## Geschichte
Im Mittelalter war der heutige Weiler Lubilhac der größte Ort im heutigen Gemeindegebiet. Im 17. Jahrhundert hatte die beinahe ausnahmslos protestantische Bevölkerung noch immer unter den Folgen der Hugenottenkriege und dem zunehmenden Druck der konservativen Politik Ludwigs XIV. zu leiden; die heutige Kirche des Ortes entstand erst in den Jahren 1664 bis 1685.

## Sehenswürdigkeiten

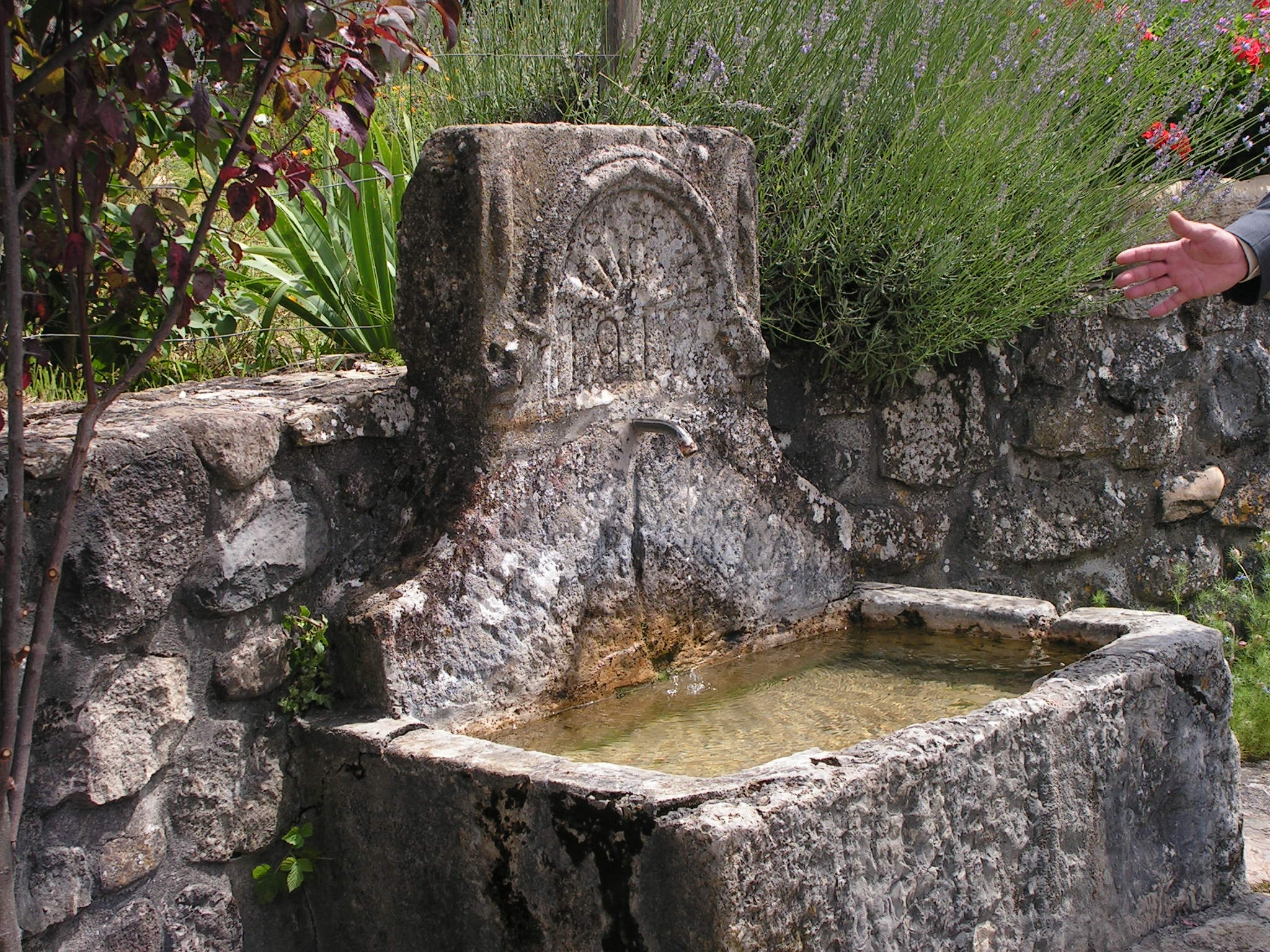
Coux – Brunnenbecken (bacha)

- Die Église Notre-Dame-de-l’Immaculée-Conception und ihr Glockenturm (clocher) sind aus Bruchsteinen errichtet und machen in architektonischer Hinsicht insgesamt einen eher rückwärtsgewandten Eindruck.
- Interessant ist ein für das Gebiet der Ardèche typisches, aber insgesamt sehr einfaches steinernes Brunnenbecken (bacha) aus der Barockzeit.
- Die aus einem großen Steinbogen bestehende Brücke über die Ouvèze trägt den Beinamen Pont Louis XIII. und stammt – in ihrem heutigen Zustand – wohl auch aus dieser Zeit (frühes 17. Jahrhundert).

Umgebung
- Die im 11. Jahrhundert erbaute Kirche von Lubilhac gehörte einst zum Besitz der etwa 70 km entfernten Abtei Saint-Chaffre. In der Zeit der Religionskriege wurde sie aufgegeben und als Stall genutzt. Erst gegen Ende des 20. Jahrhunderts wurde sie restauriert; die Glasfenster stammen aus dem Jahr 2011. Der Kirchenbau ist seit dem Jahr 2015 als Monument historique anerkannt.[1]

## Töchter und Söhne der Gemeinde
- René Privat (1930–1995), Radrennfahrer